# Irina Filisztinska
Irina Nikołajewna Filisztinska z domu Uralowa (ur. 14 czerwca 1990) – rosyjska siatkarka, reprezentantka kraju, grająca na pozycji rozgrywającej.

## Sukcesy klubowe
Puchar Challenge:
- 2013

Puchar Rosji:
- 2014, 2015, 2016, 2017

Puchar CEV:
- 2015, 2016, 2017

Klubowe Mistrzostwa Świata:
- 2015

Mistrzostwo Rosji:
- 2017, 2018
- 2016

## Sukcesy reprezentacyjne
Mistrzostwa Europy Juniorek:
- 2008

Letnia Uniwersjada:
- 2011